# 洪德规则
洪德规则（英語：Hund's rules，又译洪特规则、杭顿规则、罕德定則）是原子物理学中关于L-S耦合电子组态的能级顺序的一个规则。
1925年，德国物理学家弗里德里希·洪德提出该规则关于总自旋量子数{\displaystyle S}、总方位角量子数{\displaystyle L}的前两条。1927年又加上了关于总角动量量子数{\displaystyle J}的一条，将其扩成三条。（中学课本出现的洪德规则多为下面的第1條洪德規則，又叫洪德最大多重度规则。）
他指出：
1. 对于一组原子态，自旋多重度{\displaystyle 2S+1}最大，能量最低。亦可表述为{\displaystyle S}最大的态能量最低
2. {\displaystyle S}相同时，{\displaystyle L}最大的态能量最低
3. a) 一个光谱项的光谱支项中，如果最外亚层电子数小于/等于最外亚层的“最大”电子数的一半，{\displaystyle J=L-S} 最小的光谱支项能量最低，可命名为正常次序；b) 如果最外亚层电子数大于最外亚层的“最大”电子数的一半，{\displaystyle J=L+S}最大的光谱支项能量最低，可命名为倒转次序。

不过，洪德规则对有些原子的低激发态能级次序并不适用！例如，实验表明氦原子的P能级的三重态为倒转次序，其光谱项和光谱支项记为He(1s12p1): 3P{3P0, 3P1, 3P2}。然而，He(1s12p1)的最外亚层（2px）电子数（{\displaystyle x}）为1，最外亚层（2px）的最大电子数（{\displaystyle x_{\rm {max}}}）为6，1≯(0.5×6)，与第3b条规则矛盾！这些特例出现的原因是L-S耦合模型在这几个原子身上不再适用。
值得注意的是，洪德规则只能被用来找到能量最低的那一个光谱项，不能被用来给此外的原子能级们比大小。